# Sabina Wullstein
Sabina Regina Terezija Wullstein, geborene Cvjetko (* 19. Oktober 1934 in Jastrebarsko, Königreich Jugoslawien) ist eine deutsche Ärztin für Hals-, Nasen- und Ohrenerkrankungen.

## Leben
Sabina Wullstein wurde als Tochter des Staatsanwalts Cvjetko im kroatischen Jastrebarsko geboren. Sie besuchte Schulen in Donja Stubica, Ivanić-Grad, Vukovar und Krapina. Nachdem sie 1953 ihr Abitur erhalten hatte, begann sie Medizin an der Universität Zagreb zu studieren.

## Beruflicher Werdegang
Nach Abschluss ihres Studiums und ihrer Promotion im Oktober 1959 begann sie ihre Medizinalassistentenzeit beim Gesundheitszentrum von Varaždin und am Krankenhaus Jordanovac-Zagreb. Ihr mit der Note „sehr gut“ bestandenes Staatsexamen erhielt sie im Juni 1962.
Im Oktober 1964 kam sie als Assistenzärztin an die Poliklinik für Hals-, Nasen- und Ohrenkranke in Würzburg. Dort lernte sie den Leiter der Klinik, ihren Ehemann ab 1968 Horst Ludwig Wullstein (1906–1987) kennen. Nach ihrer 1968 begonnenen Tätigkeit als Volontärassistentin erhielt sie im Februar 1969 die Anerkennung als HNO-Ärztin. Sabina und Horst Wullstein entwickelten neue mikrochirurgische Operationen in der Hals-Nasen-Ohrenheilkunde, die zu einem weltweit anerkannten Verfahren (Tympanoplastik) zur Wiederherstellung des Mittelohres führten. Im Juli 1975 habilitierte sie sich, wurde ab Dezember 1975 Privatdozentin und wurde im Oktober 1984 zur Außerplanmäßigen Professorin ernannt. Sabina und Horst Wullstein waren wesentlich an der Erweiterung der Würzburger Universität um das Gelände auf dem Hubland sowie bei der Konzeption des Würzburger Kopfklinikums beteiligt.
Nach der Emeritierung ihres Mannes errichteten beide in Würzburg am Oberen Neubergweg 10 eine Privatklinik. Sabina Wullstein übernahm 1987 nach dem Tod ihres Mannes die Leitung der Klinik, übereignete sie als Schenkung aber im Juli 1991 der Universität Würzburg, die in dem Gebäude ab 1993 das Institut für Geschichte der Medizin unterbrachte. Die  Einrichtung der Klinik hatte Wullstein der Universitätsklinik Osijek in Kroatien vermacht.

## Wullstein-Forschungsstelle
Die im Gebäude am Oberen Neubergweg im Jahr 1993 bei der Universität Würzburg eingerichtete, zunächst von Bernhard Schnell geleitete (Horst-)Wullstein-Forschungsstelle für deutsche Medizinliteratur des Mittelalters, deren „Motor und Inspirator“ der Medizinhistoriker Gundolf Keil war, befasst sich mit der medizinischen Fachprosa des Mittelalters und der Ethik in der Medizin. Direktor der Wullstein-Forschungsstelle von 1995 bis 2001 war Johannes Gottfried Mayer. Die Wullstein-Forschungsstelle für deutsche Medizinliteratur des Mittelalters wird durch Gundolf Keil in Würzburg weitergeführt und hat die Obhut über die Forschungsvorhaben des um 2013 aufgelösten Gerhard-Möbus-Instituts übernommen.

## Ehrungen
Sabina Wullstein ist Ehrenprofessorin der Universität Agram (Zagreb) und erhielt 1994 das Bundesverdienstkreuz. Für ihre großzügige Schenkung verlieh ihr der bayerische Ministerpräsident Edmund Stoiber am 20. Juni 2001 den Bayerischen Verdienstorden.
Am 9. Juli 2003 wurde sie in die Reihe der Ehrenbürger der Universität Würzburg aufgenommen.

## Veröffentlichungen
- Horst Ludwig Wullstein, Sabina Regina Wullstein: Tympanoplastik. Osteoplastische Epitympanotomie. Georg Thieme Verlag, Stuttgart / New York 1997, ISBN 3-13-667201-1.